# Matley
Matley är en ort i distriktet Tameside, i grevskapet Greater Manchester, i England. Matley var en civil parish från 1866 till 1936 då den blev en del av Stalybridge, Hyde, Dukinfield och Longdendale. Denna civil parish hade 348 invånare år 1931.